# Asterix 12 stordåd
Asterix 12 stordåd (i Finland: Asterix erövrar Rom, franska: Les Douze travaux d'Astérix) är en fransk tecknad långfilm från 1976. Filmen var en originalhistoria baserades på serien om Asterix, med manus och regi av (bland andra) René Goscinny och Albert Uderzo.
Filmen blev den animerade Asterix-film som nått störst framgång.

## Handling
Det är 50 år före Kristus och romarna sprider sitt imperium över Gallien. Men det finns fortfarande en liten självständig by omringad av romerska läger. Hemligheten till att byn förblir självständig är druiden Miraculix trolldryck som gör att byborna som dricker av den blir omänskligt starka. Romarnas försök efter försök att erövra den gör att de framställs som åtlöjen. De lyckas inte hitta någon lämpligare förklaring än att de slåss emot gudar. Julius Caesar hör detta, men kan inte riktigt tro på dem. Därför erbjuder han gallerna 12 prov, liknande de 12 prov som guden Herkules var tvungen att utföra. Om det skulle vara så att gallerna klarar proven så är de gudar, och gudar slåss man inte mot. Men skulle misslyckas med ett enda prov så blir de slavar under Rom. Byns hövding Majestix antar utmaningen. Sedan är det upp till Asterix och Obelix, byns bästa krigare, att försöka klara uppgiften åt Majestix och de andra byborna. 

### Stordåden
De båda gallerna Asterix och Obelix ska utföra Caesars tolv prov under överinseende av den av Caesar utsedde domaren Caius Pupus. Proven är i tur och ordning:

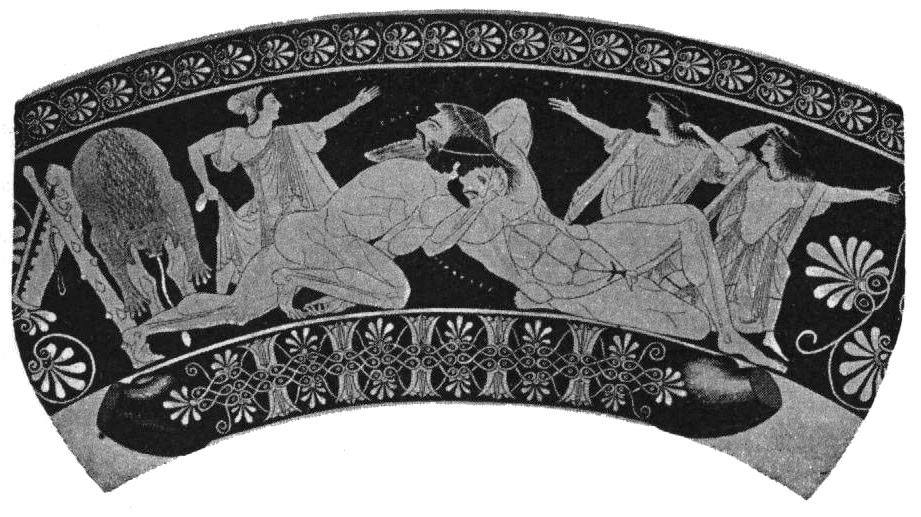
Herakles i brottningskamp med jätten Antaios, att jämföra med de båda gallernas kamp mot den något mindre germanen Cylindric.

1. Löpning mot greken Merinos, olympisk mästare från Marathon – Asterix genomför provet
2. Spjutkastning i kamp mot persern Kermes, världens främste i grenen – Obelix
3. Kamp ("brottning") mot germanen Cylindric – Asterix och Obelix
4. Ta sig över en sjö och klara sig förbi prästinnorna på Vällustens ö – Asterix och Obelix
5. Utstå den outhärdliga blicken från Iris, trollkarlen från Egypten – Asterix
6. Äta den måltid som den belgiske köksmästaren Mannekenpix bjuder på – Obelix
7. Gå in i vilddjurets håla (och komma ut levande därifrån) – Asterix och Obelix
8. Skaffa passersedel A 38 från Dårskapens Hus – Asterix och Obelix
9. Ta sig över avgrunden på den osynliga linan (och undvika att bli uppäten av Caesars krokodiler, givna till honom som gåva av drottning Cleopatra) – Asterix och Obelix
10. Klättra upp för traktens högsta berg och lösa gåtan som "Den Vördnadsvärde"[a] presenterar – Asterix
11. Sova en natt på slätten med de romerska vålnaderna – Asterix och Obelix
12. Överleva spelen på Circus Maximus – Asterix och Obelix – samt de andra byborna i den galliska byn

## Rollista (i urval)
Filmen distribuerades internationellt på bio, VHS och DVD i ett antal olika länder och språk. För den svenskdubbade versionen ansvarade Lasse Swärd för röstregi.
| Figur             | Originalröst      | Svensk dubbning (1976) |
| ----------------- | ----------------- | ---------------------- |
| Asterix           | Roger Carel       | Bert-Åke Varg          |
| Obelix            | Jacques Morel     | Börje Ahlstedt         |
| Miraculix         | Henri Virlogeux   | Per Sjöstrand          |
| Majestix          | Pierre Tornade    | Hans Lindgren          |
| Troubadix         | Pierre Tornade    | Per Sjöstrand          |
| Smidefix          |                   | Mathias Henrikson      |
| Julius Caesar     | Jean Martinelli   | Mathias Henrikson      |
| Caius Pupus       | Roger Carel       | Sven Lindberg          |
| Mimine            |                   | Gunilla O. Larsson     |
| Cylindrix         | Roger Lumont      | Hans Lindgren          |
| Mannekenpix       | Stéphane Steeman  | Leif Ahrle             |
| Berättare         | Pierre Tscernia   | Leif Ahrle             |
| Översteprästinnan | Micheline Dax     | Christina Carlwind     |
| Prefekten         | Bernard Lavalette | Leif Ahrle             |

- Övriga röster – Gunnar Ernblad, Lars Lennartsson, Gunilla Norling, Hans Lindgren, Per Sjöstrand, Leif Ahrle, Gunilla O. Larsson, Bert-Åke Varg
- Svensk översättning, bearbetning och regi – Lasse Swärd
- Tekniker – Bengt Löthner[15]

## I andra medier
Filmen gavs samma år även ut i bokform, i en illustrerad version med teckningar av Albert Uderzo. Boken publicerades på svenska av Hemmets Journal AB under den något modifierade titeln Asterix' tolv stordåd, ett häftat albumformat något större än förlagets seriealbum med Asterix.